# 朗泰方丹
朗泰方丹（法語：Lantéfontaine，法語發音：[lɑ̃tefɔ̃tɛn]）是法国默尔特-摩泽尔省的一个市镇，属于布里埃区。

## 地理
朗泰方丹（49°15'0"N, 5°54'32"E）面积8.06 平方千米，位于法国大東部大區默尔特-摩泽尔省，该省份为法国东北部内陆省份，是洛林的一部分，北邻比利时、卢森堡，北起顺时针与摩泽尔省、下莱茵省、孚日省和默兹省接壤。
与朗泰方丹接壤的市镇（或旧市镇、城区）包括：阿努、莱巴罗什、弗莱维尔-利克西耶尔、吕贝、瓦勒德布里埃。
朗泰方丹的时区为UTC+01:00、UTC+02:00（夏令时）。

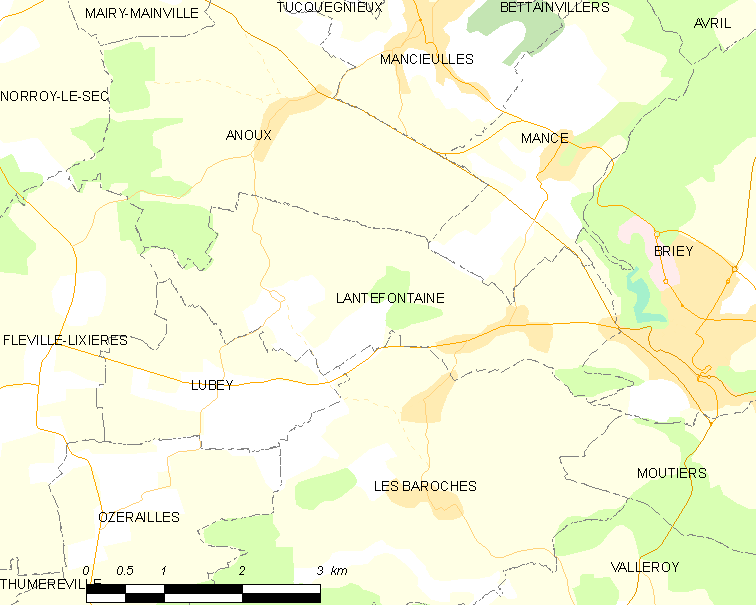
朗泰方丹的OSM定位图

## 行政
朗泰方丹的邮政编码为54150，INSEE市镇编码为54302。

## 政治
朗泰方丹所属的省级选区为布里埃地区县。

## 人口

1962-2008年间朗泰方丹人口变化图示

朗泰方丹于2022年1月1日时的人口数量为734人。